# پورتو پادری
پورتو پادری (به اسپانیایی: Puerto Padre) یک منطقهٔ مسکونی در کوبا است که در استان لاس توناس واقع شده‌است. پورتو پادری ۱٬۱۷۸ کیلومتر مربع مساحت و ۹۳٬۷۰۵ نفر جمعیت دارد و ۲۵ متر بالاتر از سطح دریا واقع شده‌است.

## خواهرخوانده
شهر وایانو کرماسکو خواهرخواندهٔ پورتو پادری هست.